# Kokosnootjam
Kokosnootjam (Maleis: kaya; Indonesisch: seri kaya, srikaya; Filipijns: matamís sa báo, matamís na báo, kalamay-hatì; Hokkien: 咖吔 ka-ia) is een jam gemaakt van kokosmelk, eieren en suiker. Het wordt veel gegeten in Zuidoost Azië, voornamelijk in de Filipijnen, Indonesië, Maleisië, Singapore en Brunei.  

## Indonesië, Maleisië en Singapore
In Indonesië, Maleisië en Singapore wordt kokosnootjam vaak kortweg aangeduid als kaya. Het is een zoete, romige pasta op basis van kokosmelk en kippen- of eendeneieren. De pasta heeft een chocoladepasta-achtige textuur, en wordt bijvoorbeeld gegeten op geroosterd brood of crackers, vaak met boter ('kaya toast'), of als ingrediënt in zoete desserts. Kokosnootjam is vaak groen-bruin of bruin, de variatie in kleur wordt veroorzaakt door de staat en verhouding van de ingrediënten, bijvoorbeeld de karamellisatietoestand van de suiker, de kleur van het eigeel en de hoeveelheid pandanbladeren.
Er bestaan verschillende varianten kokosnootjam, waaronder nyonya kaya, een populaire groen-bruine variant, en Hainanese kaya, een donkerbruine variant met gekaramelliseerde suiker, soms bijgezoet met honing.

### Kayatoast
Kayatoast is een veelvoorkomend gerecht in Maleisië en Singapore. Hoewel er veel varianten bestaan van dit gerecht, is de basis altijd geroosterd brood of een cracker. Vaak wordt het brood ook besmeerd met boter of margarine. Het is een gerecht dat voornamelijk wordt gegeten als ontbijt, vaak in combinatie met koffie of thee. Vooral in Singapore is het zeer wijdverspreid en wordt het aangeboden in vrijwel elke food court (eethal) en in veel koffiehuizen (kopitiam).

## Filipijnen
De Filipijnse variant van kokosnootjam is gemaakt op basis van kokosroom in plaats van kokosmelk en suikerrietextract of melasse. Het wordt gegeten op geroosterd brood of pandesal (Filipijns broodje), gebruikt als vulling voor pan de coco (kokosnootbrood) en als ingredient in kalamay (een zoete Filipijnse delicatesse).